# Nehon
Nehon é uma vila no distrito de Rupnagar, no estado indiano de Punjab.

## Demografia
Segundo o censo de 2001, Nehon tinha uma população de 10,158 habitantes. Os indivíduos do sexo masculino constituem 56% da população e os do sexo feminino 44%. Nehon tem uma taxa de literacia de 79%, superior à média nacional de 59.5%: a literacia no sexo masculino é de 83% e no sexo feminino é de 73%. Em Nehon, 11% da população está abaixo dos 6 anos de idade.